# 布里斯科縣 (德克薩斯州)
布里斯科縣（英語：Briscoe County）位美國德克薩斯州北部狹地的一個縣。面積2,335平方公里。根据美國2000年人口普查，共有人口1,790人。縣治錫爾弗頓（Silverton）。
成立於1876年8月21日，縣政府成立於1892年1月11日。縣名紀念任德克薩斯獨立宣言簽署者之一安德魯·布里斯科（Andrew Briscoe）。